# Losgna ephippium
Losgna ephippium là một loài tò vò trong họ Ichneumonidae.